# At Nick
At Nick was een programma op de Nederlandse kinderzender Nickelodeon. In het programma werden de meest uiteenlopende zaken behandeld, speciaal voor kinderen. Zo konden kinderen hun vragen laten beantwoorden, of gaan ze hun favoriete recept zelf koken. Regelmatig kwamen er bekende Nederlanders langs.

## Presentators
- Chris Silos
- Vivienne van den Assem
- Tamara Brinkman (Vaste vervanger bij eventuele absentie)